# Crassilabrum
Crassilabrum is een geslacht van weekdieren uit de klasse van de Gastropoda (slakken).

## Soort
- Crassilabrum crassilabrum (G. B. Sowerby II, 1834)